# Campeonato Argentino de Voleibol Feminino de 2019 - Série A
A Liga Feminina de Voleibol Argentino de 2019 - Série A foi a 23ª edição desta competição organizada pela Federação de Voleibol Argentino (FeVA). Participam do torneio catorze equipes provenientes de seis regiões argentinas, ou seja, de Buenos Aires (província), Santa Fé (província), Santa Cruz (província da Argentina), Neuquén (província), Córdova (província da Argentina), Entre Ríos (Argentina).

## Equipes participantes
| Equipe                     | Cidade                 | Última participação | Temporada 2018 |
| -------------------------- | ---------------------- | ------------------- | -------------- |
| Caleta Vóley[DES]          | Caleta Olivia          | A1 2018             | Segunda Fase   |
| Banco Provincia (La Plata) | La Plata               | A1 2018             | Terceira Fase  |
| GELP                       | La Plata               | A1 2018             | Semifinalista  |
| Boca Juniors               | Buenos Aires           | A1 2018             | 1º             |
| Villa Dora                 | Santa Fé               | A1 2018             | Semifinalista  |
| Vélez Sarsfield            | Buenos Aires           | A1 2018             | Segunda Fase   |
| Gigantes de Plottier       | Plottier               | A1 2018             | Segunda Fase   |
| Club Rosário               | Rosário (Argentina)    | A1 2018             | Segunda Fase   |
| Club San Lorenzo           | Buenos Aires           | A1 2018             | 2º             |
| River Plate                | Buenos Aires           | A1 2018             | Terceira Fase  |
| Biblioteca Rivadavia[DES]  | Villa María            | A1 2018             | Primeira Fase  |
| San Jose (Entre Ríos)      | Entre Ríos (Argentina) | A1 2018             | Terceira Fase  |
| Estudiantes de La Plata    | La Plata               | A2 2018             | 1º             |
| Universitario (Córdoba)    | Córdova (Argentina)    | A2 2018             | 1º             |

Nota
DES ^  As equipes desistiram pouco antes do início da competição, não sendo alterada a fórmula do campeonato, ambas constam como as primeiras equipes rebaixadas da edição desistiu de participar da edição

## Fase classificatória

### Classificação
- Vitória por 3 sets a 0 ou 3 a 1: 3 pontos para o vencedor;
- Vitória por 3 sets a 2: 2 pontos para o vencedor e 1 ponto para o perdedor.
- Não comparecimento, a equipe perde 2 pontos.
- Em caso de igualdade por pontos, os seguintes critérios servem como desempate: número de vitórias, média de sets e média de pontos.

## Terceira fase

### Classificação
|  |                                           |
|  | Equipes classificadas para às semifinais. |

### Grupo F
|     |                            |     | Jogos | Jogos | Jogos | Resultados | Resultados | Resultados | Resultados | Resultados | Resultados | Sets | Sets | Sets  | Pontos | Pontos | Pontos |
| Pos | Equipe                     | Pts | T     | V     | D     | 3–0        | 3–1        | 3–2        | 2–3        | 1–3        | 0–3        | V    | P    | R     | V      | P      | R      |
| --- | -------------------------- | --- | ----- | ----- | ----- | ---------- | ---------- | ---------- | ---------- | ---------- | ---------- | ---- | ---- | ----- | ------ | ------ | ------ |
| 1   | San Lorenzo                | 8   | 3     | 3     | 0     | 1          | 1          | 1          | 0          | 0          | 0          | 9    | 3    | 3,000 | 283    | 220    | 1.286  |
| 2   | GELP                       | 5   | 3     | 2     | 1     | 0          | 1          | 1          | 0          | 1          | 0          | 7    | 6    | 1.167 | 273    | 251    | 1.088  |
| 3   | Estudiantes de La Plata    | 4   | 3     | 1     | 2     | 1          | 0          | 0          | 1          | 1          | 0          | 6    | 6    | 1,000 | 245    | 257    | 0.953  |
| 4   | Banco Provincia (La Plata) | 1   | 3     | 0     | 3     | 0          | 0          | 0          | 1          | 0          | 2          | 2    | 9    | 0.222 | 181    | 254    | 0.713  |

### Grupo G
|     |                 |     | Jogos | Jogos | Jogos | Resultados | Resultados | Resultados | Resultados | Resultados | Resultados | Sets | Sets | Sets  | Pontos | Pontos | Pontos |
| Pos | Equipe          | Pts | T     | V     | D     | 3–0        | 3–1        | 3–2        | 2–3        | 1–3        | 0–3        | V    | P    | R     | V      | P      | R      |
| --- | --------------- | --- | ----- | ----- | ----- | ---------- | ---------- | ---------- | ---------- | ---------- | ---------- | ---- | ---- | ----- | ------ | ------ | ------ |
| 1   | Boca Juniors    | 7   | 3     | 2     | 1     | 1          | 1          | 0          | 1          | 0          | 0          | 8    | 4    | 2,000 | 288    | 251    | 1.147  |
| 2   | Villa Dora      | 6   | 3     | 2     | 1     | 2          | 0          | 0          | 0          | 1          | 0          | 7    | 3    | 2.333 | 239    | 216    | 1.106  |
| 3   | Vélez Sarsfield | 5   | 3     | 2     | 1     | 1          | 0          | 1          | 0          | 0          | 1          | 6    | 5    | 1.200 | 238    | 238    | 1,000  |
| 4   | Club Rosário    | 0   | 3     | 0     | 3     | 0          | 0          | 0          | 0          | 0          | 3          | 0    | 9    | 0,000 | 165    | 225    | 0.733  |

## Fase final
|  | Semifinais             | Semifinais             | Semifinais             | Semifinais             | Semifinais             |   |     | Final                    | Final                    | Final                    |   |  |
|  | 4 a 7 de abril de 2019 | 4 a 7 de abril de 2019 | 4 a 7 de abril de 2019 | 4 a 7 de abril de 2019 | 4 a 7 de abril de 2019 |   |     | 11 a 15 de abril de 2019 | 11 a 15 de abril de 2019 | 11 a 15 de abril de 2019 |   |  |
|  |                        |                        |                        |                        |                        |   |     |                          |                          |                          |   |  |
|  | 1°G                    | Boca Juniors           | 3                      | 3                      | -                      |   |     |                          |                          |                          |   |  |
|  | 2°F                    | GELP                   | 0                      | 0                      | -                      |   |     |                          |                          |                          |   |  |
|  |                        |                        |                        |                        |                        |   | 1°G | Boca Juniors             | 0                        | 3                        | 3 |  |
|  |                        | 1°F                    | San Lorenzo            | 3                      | 1                      | 1 |     |                          |                          |                          |   |  |
|  | 1°F                    | San Lorenzo            | 2                      | 3                      | 3                      |   |     |                          |                          |                          |   |  |
|  | 2°G                    | Villa Dora             | 3                      | 1                      | 0                      |   |     |                          |                          |                          |   |  |

## Confrontos

### Semifinais
A série semifinal será disputada em melhor de tres partidas.
| Data    | Hora  |              | Placar |                 | Set 1 | Set 2 | Set 3 | Set 4 | Set 5 | Total | Relatório |
| ------- | ----- | ------------ | ------ | --------------- | ----- | ----- | ----- | ----- | ----- | ----- | --------- |
| 4 abril | 21:00 | GELP         | 0–3    | ' Boca Juniors' | 23-25 | 15-25 | 17-25 |       |       | 55–0  | 55-75     |
| 4 abril | 21:00 | Villa Dora   | 3–2    | San Lorenzo     | 21-25 | 25-20 | 25-21 | 19-25 | 15-11 | 105–0 | 105-102   |
| 6 abril | 20:00 | Boca Juniors | 3–0    | GELP            | 25-13 | 25-19 | 27-25 |       |       | 77–0  | 77-57     |
| 6 abril | 20:00 | San Lorenzo  | 3–1    | Villa Dora      | 25-22 | 25-15 | 22-25 | 25-23 |       | 97–0  | 97-85     |
| 7 abril | 20:00 | San Lorenzo  | 3–0    | Villa Dora      | 25-17 | 25-14 | 25-15 |       |       | 75–0  | 75-46     |

### Final
| Data     | Hora  |                | Placar |              | Set 1 | Set 2 | Set 3 | Set 4 | Set 5 | Total | Relatório |
| -------- | ----- | -------------- | ------ | ------------ | ----- | ----- | ----- | ----- | ----- | ----- | --------- |
| 11 abril | 21:00 | San Lorenzo    | 3–0    | Boca Juniors | 25-23 | 25-18 | 25-19 |       |       | 75–0  | 75-60     |
| 15 abril | 21:00 | 'Boca Juniors' | 3–1    | San Lorenzo  | 25-19 | 25-23 | 21-25 | 25-22 |       | 96–0  | 96-89     |
| 17 abril | 21:00 | 'Boca Juniors' | 3–1    | San Lorenzo  | 23-25 | 25-18 | 25-19 | 25-18 |       | 98–0  | 98-80     |

## Premiações
| Liga Feminina de Voleibol Argentno 2019    |
| Buenos Aires (província)                   |
| ------------------------------------------ |
| Boca Juniors Campeão (6° título Argentino) |

### Individuais
As atletas que se destacaram individualmente foram:
| Melhor central     | A definir | A definir |
| Melhor ponteiro    | A definir | A definir |
| 2° Melhor ponteiro | A definir | A definir |
| Melhor oposto      | A definir | A definir |
| Melhor levantadora | A definir | A definir |
| Melhor líbero      | A definir | A definir |